# Juan Luis Mejía Arango
Juan Luis Mejía Arango (Medellín, 3 de octubre de 1951) es un abogado y político colombiano. 

## Biografía
Estudió Derecho en la Universidad Pontifica Bolivariana, de Medellín, institución que le otorgó el título de abogado, en 1977, con la tesis de grado Apuntes de historia constitucional colombiana. 
En 1978 contrajo matrimonio con la abogada Luz Stella González Henao, proveniente de una familia de educadores.
Un año después  fue nombrado director de la Biblioteca Pública Piloto de Medellín. Desde ese momento, su vida ha estado ligada con la educación y la cultura.
En 1982 obtuvo una beca del Banco Interamericano de Desarrollo (BID) para adelantar estudios de Administración de Proyectos Culturales en la Fundación Getulio Vargas, de Río de Janeiro, Brasil.
A su regreso al país fue nombrado director de la Biblioteca Nacional de Colombia, durante el gobierno del presidente Belisario Betancur Cuartas. Además, ocupó el cargo de subdirector de Patrimonio Cultural del Instituto Colombiano de Cultura, Colcultura.
En enero de 1987, cuando asumió la Dirección de la Cámara Colombiana del Libro, tuvo la oportunidad de participar en el proyecto de formulación de la Feria del Libro de Bogotá.
Al terminar la primera edición de esta feria, recibió una oferta del Grupo Editorial Planeta para desempeñarse como gerente de la división de libros distribuidos a través del canal de librerías. Con esta empresa española trabajó hasta 1991, cuando pasó a dirigir la misma sección en la Editorial Voluntad, perteneciente al Grupo Carvajal.
En 1993, durante el gobierno del presidente César Gaviria Trujillo, fue nombrado director general del Instituto Colombiano de Cultura, Colcultura, cargo en el que lo ratificó luego el presidente Ernesto Samper Pizano. Durante este ejercicio tuvo la oportunidad de elaborar y sustentar el proyecto de Ley General de Cultura, que transformó a Colcultura en el Ministerio de Cultura de Colombia.
A su regreso a Medellín, en el año de 1996, consolidó con Humberto González Mejía el Colegio Campestre Horizontes, un proyecto educativo en el Oriente antioqueño.
En 1999, durante la Alcaldía de Juan Gómez Martínez, se desempeñó como secretario de Educación de Medellín. Poco después, durante la Presidencia de Andrés Pastrana, fue nombrado ministro de Cultura, cargo en el que estuvo por un año.
De manera posterior fue designado cónsul de Colombia en Sevilla, España. En Andalucía permaneció por espacio de un año y medio, luego fue trasladado a Madrid como ministro plenipotenciario de la Embajada de Colombia en España.
En 2002 regresó a Colombia para dedicarse al proyecto educativo del Colegio Horizontes, oficio que alternaba con su trabajo como defensor del lector del periódico El Colombiano.
En 2004 fue nombrado como rector de la Universidad EAFIT, de Medellín, cargo que ocupó hasta diciembre de 2020. Además, desde mayo de 2008, es miembro correspondiente de la Academia Colombiana de la Lengua.
En la actualidad pertenece a las juntas directivas de la Fundación Universia, del Consejo Directivo de Proantioquia, del Teatro Metropolitano de Medellín, de la Fundación Bancolombia, de la Fundación Alejandro Ángel Escobar, de Inexmoda y de Interactuar. 
Así mismo, es integrante del Consejo Nacional de Planeación, del Consejo Privado de Competitividad y  del Consejo Directivo del Instituto Caro y Cuervo.

## Experiencia académica
Durante seis años fue docente de la cátedra de Patrimonio Cultural Colombiana en la Universidad Externado de Colombia. De igual forma, ha ofrecido múltiples conferencias en universidades de Europa y América. 

## Publicaciones

### Libros
- El comercio en Medellín (Fenalco, 1982)
- Historia de Antioquia (Suramericana, 1996)
- El Gesto y la mirada (Universidad Pontificia Bolivariana, 1996)
- Poesía de la Naturaleza. Una visión del paisaje en Antioquia (Suramericana de Seguros, 1997)
- Historia de la Fotografía de Antioquia (Suramericana, 1998)
- En el recodo de todo camino (Fondo Cultural Cafetero, 1998)
- 50 años de Éxito (Almacenes Éxito, 1999)
- Economía y cultura: la tercera cara de la moneda (Convenio Andrés Bello, 2001)
- Manuel D. Carvajal Marulanda: La pintura como autobiografía (Fondo Cultural Cafetero, 2001)
- Adiós a las trampas, Colombia 2005 (Fondo De Cultura Económica, 2005)
- Feria de las Flores (Viztaz Medellín, 2007)
- Hugo Zapata (Villegas Editores, 2009)
- Así se construye a Colombia, un viaje por las huellas de un país pensado para siempre (Argosy Energy Internatonional, 2010)
- Luis Fernando Peláez (Villegas Editores, 2010)
- La intacta materia de otros días / textos selectos de Manuel Mejía Vallejo & Álvaro Mutis (Prisa Ediciones, 2013)
- De caminos y autopistas. Historia de la infraestructura vial en Antioquia (Gobernación de Antioquia, 2014)

### Capítulos de libro
- Recuento de un siglo. Historia de Antioquia. ed: Suramericana de Seguros,  p.180 - 190 1996
- Las Huellas de las hormigas. Políticas Culturales en América Latina ed: Convenio Andrés Bello p.120 -  2010
- Literature and culture in Antioquia: between stories and accounts. A History of Colombian Literature. ed: Cambridge University Press, p.269 - 288  2016

### Artículos en libros
- La fotografía en Antioquia. En Historia de Antioquia (Suramericana de Seguros, 1988).
- Fotografía: el rostro de Colombia. En Gran Enciclopedia de Colombia (Círculo de Lectores, 1993).
- Cultura y Creación 1985-1996. En Nueva Historia de Colombia (Planeta, 1998).
- La cultura en Medellín. En Así es Medellín (Gamma, 1992)
- Estado-cultura: Viejas relaciones, nuevos retos. En Cultura y Globalización (Ávila & Jursichñ, 1999).
- Legislación sobre patrimonio cultural. En Patrimonio Cultural y Derecho (Fundación Hispania Nostra, 1999).
- Los Derechos culturales. En América Latina (Arte Sin Fronteras, 2005).

### Catálogos para exposiciones
- Frente al espejo. El retrato en Antioquia. (Museo de Antioquia. Medellín 1990).
- El taller de los Rodríguez (Suramericana de Seguros).
- Procesos. Fotografías de Gabriel Carvajal (Suramericana de Seguros 1991).
- Antecedentes de la fotografía en Colombia. En “Quédese quieto”, Gaspar Félix Touranchou -Nadar- 1820-1910 (Museo Nacional de Colombia 1995).
- Los libros de Coro en la Colonia. Un arte en el olvido (Biblioteca Luis Ángel Arango 1988).
- Presencia Ausencia. Colección de Fotografías del Museo Nicephore Francia. (Biblioteca Luis Ángel Arango 2002).
- Fotografías de Fernell Franco. Sala de Arte Universidad EAFIT 2005.
- Prólogo al libro Gabinete artístico de Jorge Obando C. Fotografías de un país en transición 1925 – 1957 (Universidad EAFIT 2011).
- Prólogo a la Libreta de apuntes de Manuel María Paz (Fondo Editorial Universidad EAFIT. Fondo Editorial Universidad de Caldas 2011).Encuentro México-Colombia (Suramericana de Seguros 2014).
- Como parte de su recorrido en medios audiovisuales y digitales, se desempeñó como asesor histórico para las series La casa de las dos palmas y La otra raya del tigre en RCN televisión y autor del argumento Antigua para RCN Televisión.

### Reconocimientos
- Orden Alejandro Gutiérrez de la Gobernación de Caldas por sus servicios a la comunidad.  1995
- Gran Cruz al Mérito del Departamento de Cesar.  1999
- Orden Cívica al Mérito Ciudad de Chiquinquirá, como reconocimiento al compromiso con el bienestar de la población. 2000
- Medalla Cívica Pedro de Heredia grado de Comendador como testimonio de gratitud y público reconocimiento a sus aportes a la ciudad de Cartagena. 2000
- Gran Cruz Marco Fidel Suárez. 2000
- Medalla al Mérito Educativo y Cultural Porfirio Barba Jacob categoría Plata otorgada por la Alcaldía de Medellín. 2008
- Medalla militar Fe en la causa del Ejército Nacional de Colombia, reconocimiento que se otorga a  personas destacadas por la búsqueda de la paz.  2013
- Ministerio de Defensa Nacional. Servicios distinguidos. 2014
- Orden del Centenario Manuel Uribe Ángel de la Academia Antioqueña de Historia por su contribución al estudio y la conservación de la historia de Antioquia. 2014
- Medalla Alcaldía de Medellín categoría Oro, máxima condecoración que entrega la Administración Municipal. 2015
- Orden al Mérito Cívico de la Asamblea General Ordinaria de Afiliados AmCham Antioquia & Caldas que reconoce la labor social, empresarial, y de liderazgo en beneficio de la comunidad. 2015
- The Rotary Foundation. Rotary international. Paul Harris Fellow.
- Orden al Mérito Militar General José María Córdova, en la categoría Comendador otorgada por la Séptima División del Ejército Nacional. 2016